# Hart Bochner
Hart Bochner (født 3. oktober 1956 i Toronto, Canada) er en canadisk skuespiller. Han er bedst kendt for sin rolle som Harry Ellis i Die Hard fra 1988. Han er også stemmen bag Arthur Reeves i Batman: Mask of the Phantasm fra 1993.